# Samir Zard
Samir Zard (né en 1955) est un chimiste français, directeur de recherche première classe, professeur classe exceptionnelle de l'École polytechnique, directeur du département de chimie et de synthèse organique (DCSO). Il est également le président du département de chimie de l'École polytechnique.

## Biographie
Né à Ife en 1955, au Nigéria, il grandit au Liban dans la banlieue de Beyrouth,.
En 1975, alors qu'il étudie la chimie à l'université américaine de Beyrouth, Samir Zard doit quitter son pays en raison de la guerre civile libanaise. À 20 ans, il part donc pour l'Angleterre et poursuit ses études à l'Imperial College de Londres, où il obtient son Bachelor of Science. Major de promotion, distingué par plusieurs prix prestigieux, il se voit proposer par le professeur Sir Derek Barton, prix Nobel de chimie 1969, de le suivre en France.
 
C'est ainsi qu'il effectue sa thèse à l'université Paris-Sud (Paris-XI), la soutenant en 1983, et devient attaché de recherche CNRS à l'Institut de chimie des substances naturelles de Gif-sur-Yvette, alors dirigé par le professeur Barton.
Il rejoint en 1986 le département de chimie et de synthèse organique (DCSO) de l'École polytechnique. Il a été directeur de cette unité et président du département de chimie de l'École polytechnique, Samir Zard poursuit deux objectifs : créer une ambiance de travail propice à l'émergence de jeunes talents et découvrir de nouvelles réactions utiles pour la synthèse de molécules complexes. Il est également professeur à l'École polytechnique, où il dispense les enseignements suivants :
- CHI552 : Chimie organique  avancée
- CHI561 : Synthèse organique et biosynthèse

## Travaux
Samir Zard et son équipe sont parvenus à mettre au point plusieurs procédés de synthèse de molécules complexes, jusqu'alors obtenues par de laborieuses méthodes (exemples de la dendrobine, tirée d'une orchidée chinoise, du gamma-lycorane et de l'erythrina).
Samir Zard et Sir Derek Barton ont mis au point un procédé qui permet de former des noyaux pyrrole. Cette réaction a particulièrement retenti dans la chimie des porphyrines, composés pyrroliques utilisés entre autres dans certaines thérapies anti-cancéreuses. Appelée maintenant réaction de Barton-Zard, elle permet de former un pyrrole par condensation d'un nitrosoalcène sur un isocyanoester en milieu basique :
Expert en chimie radicalaire, Samir Zard et son équipe exploitent notamment la chimie des xanthates, qui permettent de fournir de manière commode un certain nombre de radicaux. Ceux-ci sont particulièrement utilisés pour initier des cascades radicalaires très utiles pour former des squelettes carbonés polycycliques de substances naturelles. 
Par ailleurs, cette chimie novatrice a conduit à la création d'une technique (MADIX/RAFT) qui permet de synthétiser efficacement des polymères à blocs, linéaires ou branchés. Très générale et n'utilisant ni métaux lourds, ni réactifs coûteux, la MADIX semble compter parmi les plus performants et les moins onéreux des procédés de polymérisation radicalaire contrôlée actuellement en développement. Ces polymères à blocs présentent des propriétés physico-chimiques très prometteuses qui pourraient déboucher sur des applications dans des domaines aussi variés que ceux des adhésifs, des cosmétiques, des tensioactifs, des émulsifiants ou encore des peintures...
Il est un des sept éditeurs de la revue scientifique Tetrahedron Letters.

## Récompenses et distinctions
- Prix de la Société française de chimie en 1992 (section chimie organique)
- Prix Clavel-Lespiau de l'Académie des sciences en 1995
- Prix Rhodia 2000
- Prix Dargelos 2006
- Médaille d'argent du CNRS 2007
- President, Bürgenstock Conference 2007
- Légion d'honneur dans la promotion du 14 juillet 2007[10]
- Grignard-Wittig Award of the German Chemical Society 2008
- Prix de l'Innovation - École polytechnique 2008
- Grand prix Achille-Le-Bel 2012
- 1st Barton Lecturer in Creativity in Organic Synthesis 2012
- Birch Lecturer 2015
- Liversidge Lecturer 2015

## Citations
« Une réaction, c'est un outil pour le chimiste. En cherchant de nouvelles réactions, je cherche à comprendre la réactivité chimique et à élaborer de nouveaux outils pour la synthèse de molécules. Nous avons ainsi mis au point une quarantaine de nouvelles réactions : certaines ne sont pour l'instant que de simples curiosités mais d'autres, par chance, ont permis d'intéressantes applications. »

« Il n'y a pas de recherche qu'on fasse pour son propre plaisir, sa seule satisfaction... Je suis très honoré et flatté personnellement mais je n'oublie pas que la chimie est un travail d'équipe et que mes idées n'ont de valeur qu'associées à celles de mes collaborateurs. »

— Lors de la remise de la médaille d'argent du CNRS 2007